# Cultura Hemudu

Ubicación de la cultura Hemudu en la actual China

La cultura Hemudu (5500 a. C. al 3300 a. C.) fue una cultura neolítica que floreció al sur de la bahía de Hangzhou, en Jiangnan, en el moderno Yuyao, Zhejiang, China. Puede dividirse en fases temprana y tardía, antes y después de 4000 a. C., respectivamente. El sitio en Hemudu, 22 km al noroeste de Ningbó, fue descubierto en 1973. También se descubrieron sitios de Hemudu en las islas de Zhoushan. Se dice que los hemudu difieren físicamente de los habitantes de los sitios del río Amarillo en el norte. Los académicos han considerado a la cultura Hemudu como una fuente de las culturas protoaustronesias.

## Cultura material

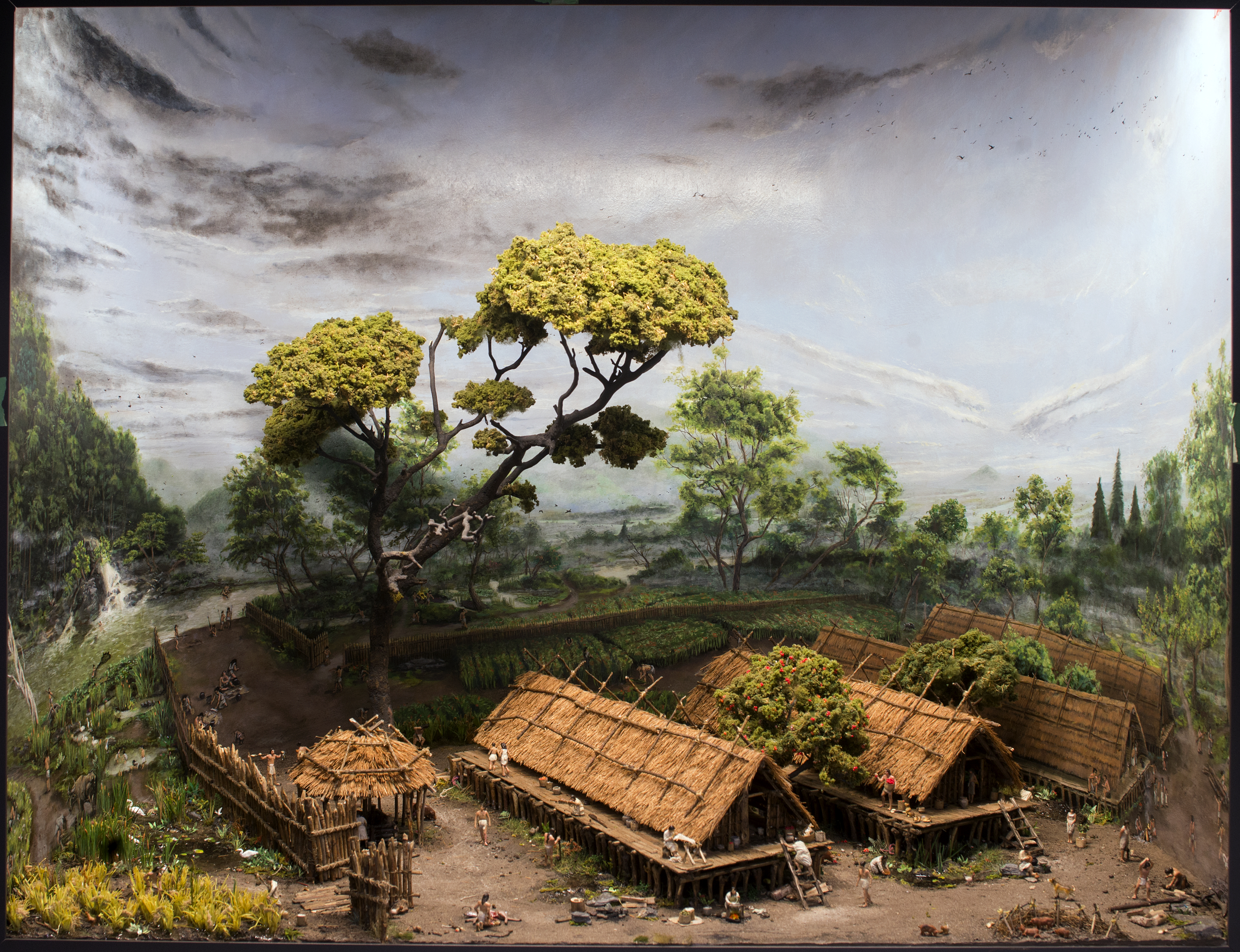
Modelo a escala de un caserío Hemudu. Museo de campo de historia natural

Algunos eruditos afirman que la cultura Hemudu coexistió con la cultura Majiabang como dos culturas separadas y distintas, con transmisiones culturales entre ambos, mientras otros agrupan a la cultura como subtradiciones de Majiabang. Dos grandes inundaciones causaron que el cercano río Yaojiang cambiara su curso e inundó la tierra con sal, lo que obligó a la gente de Hemudu a abandonar sus asentamientos. La gente de Hemudu vivía en palafitos largos. Las casas comunales también eran comunes en los sitios de Hemudu, muy parecidas a las que se encuentran en la actual Borneo.

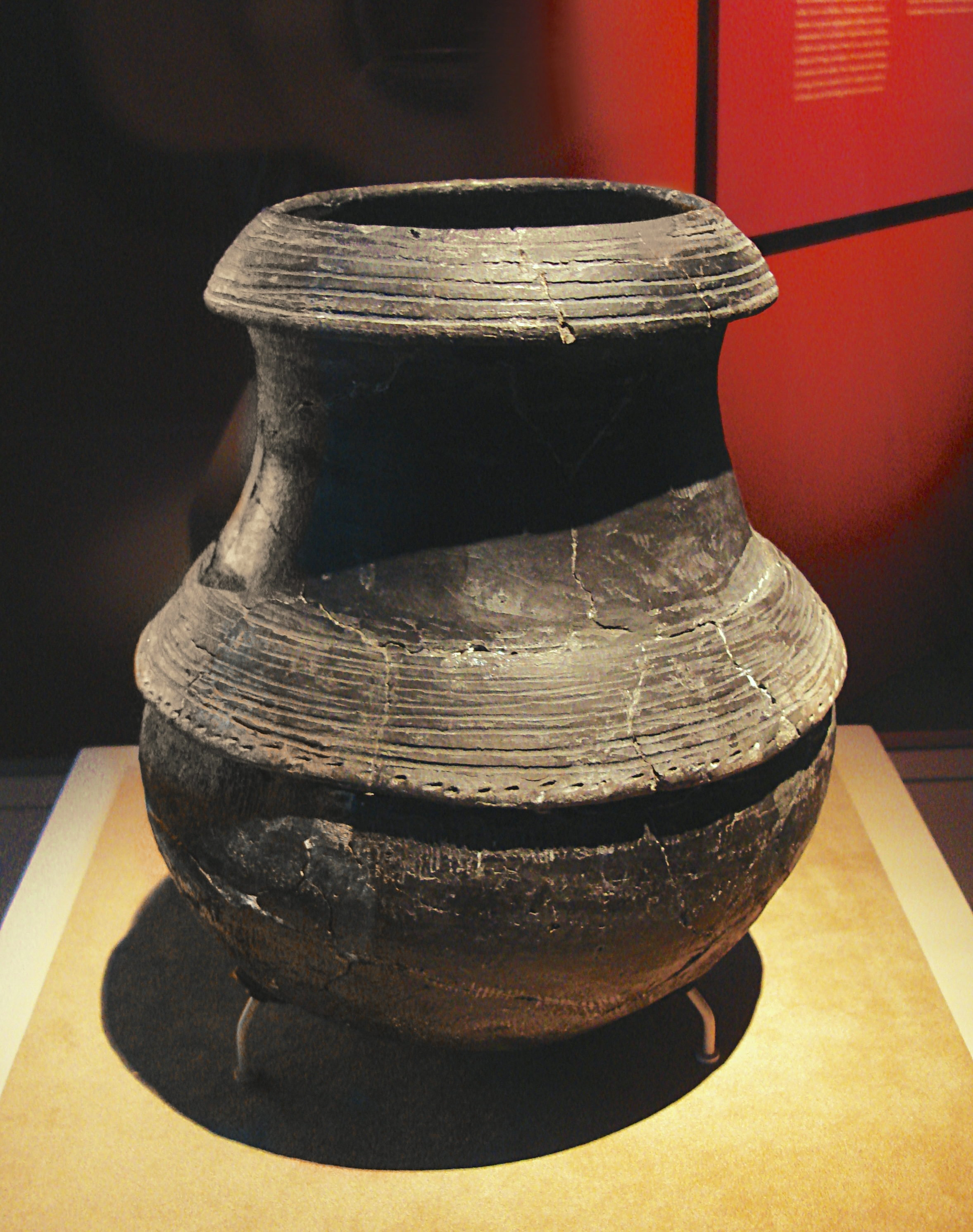
Cerámica negra de la cultura Hemudu

La cultura Hemudu fue una de las primeras culturas en cultivar el arroz. Recientes excavaciones en el sitio del período Hemudu de Tianluoshan han demostrado que el arroz estaba experimentando cambios evolutivos reconocidos como domesticación. La mayoría de los artefactos descubiertos en Hemudu consisten en huesos de animales, ejemplificados por azadas hechas de huesos de hombro utilizados para cultivar arroz. La cultura también produjo madera lacada. Un cuenco de madera de laca roja en el Museo de Zhejiang data del 4000 a 5000 a. C., creyéndose que es el objeto humano más antiguo del mundo.
En Hemudu y Tianluoshan se encontraron los restos de varias plantas, incluyendo castaña de agua, Nelumbo nucifera, bellotas, melón, kiwis, moras, melocotón, Euryale ferox y calabaza de peregrino. La gente de Hemudu probablemente domesticó cerdos y perros, pero practicó la caza extensiva de ciervos y algunos búfalos de agua salvajes. La pesca también se llevó a cabo a gran escala, con un enfoque particular en el carpín. Las prácticas de pesca y caza se evidencian por los restos de arpones de hueso y arcos y puntas de flecha. Instrumentos musicales, como silbatos de hueso y tambores de madera, también se encontraron en Hemudu. El diseño de artefactos por parte de los habitantes de Hemudu tiene muchas semejanzas con las del sudeste asiático insular.

## Religión
Los habitantes de Hemudu adoraban un espíritu del sol y un espíritu de fertilidad. También promulgaron rituales chamánicos al sol y creyeron en tótems de aves, la vida después de la muerte y en fantasmas. Las personas fueron sepultadas con sus cabezas orientadas hacia el este o el noreste y la mayoría no tenían objetos funerarios. Los bebés fueron enterrados en entierros en forma de urna, mientras que niños y adultos recibieron entierros a nivel de la tierra. No tenían un cementerio comunal definido, en su mayor parte, pero se encontró un cementerio comunal de clanes en el período posterior. Se cree que dos grupos en partes separadas de este cementerio son dos clanes que se casaron entre sí. Hubo notablemente más bienes funerarios en este cementerio comunal.

## Ambiente
Los ameboides fosilizados y el polen sugieren que la cultura Hemudu surgió y se desarrolló en el medio del óptimo climático del Holoceno. Un estudio de líneas costeras a nivel del mar en la llanura de Ningshao desde 7000 a 5000 a. C. muestra que puede haber niveles cultivaron perros de mar estabilizados en este momento seguidos por inundaciones frecuentes entre 5000 a 3900 a. C. Se dice que el clima fue tropical a subtropical con altas temperaturas y mucha precipitación durante todo el año.